# 沙河ハ駅
沙河垻駅（さかはえき）は、中華人民共和国重慶市北碚区に位置する重慶軌道交通6号線の駅である。

## 歴史
- 2020年12月31日：開業。

## 隣の駅
重慶軌道交通
■6号線
紅岩坪駅 -沙河垻駅